# Districte de Mabalane
El Districte de Mabalane és un districte de Moçambic, situat a la província de Gaza. Té una superfície 9.580 kilòmetres quadrats. En 2007 comptava amb una població de 32.752 habitants. Limita al nord amb el districte de Chicualacuala, al nord i est amb el districte de Chigubo, al sud-est amb el districte de Guijá, al sud amb el districte de Chókwè i al sud-oest amb el districte de Massingir.

## Divisió administrativa
El districte està dividit en tres postos administrativos (Combomune, Mabalane e Ntlavene), compostos per les següents localitats:
- Posto Administrativo de Combomune:
  - Combomune Estação
  - Combomune Rio
- Posto Administrativo de Mabalane:
  - Mabalane
  - Nhatimamba
  - Tsokate
- Posto Administrativo de Ntlavene:
  - Chipswane
  - Ntlavane